# Frauenfußball Universitätssportverein Jena 2012-2013
Questa voce raccoglie le informazioni riguardanti la sezione di calcio femminile del Frauenfußball Universitätssportverein Jena nelle competizioni ufficiali della stagione 2012-2013.

## Divise e sponsor
Il main sponsor era UNI Jena, quello tecnico, fornitore delle tenute da gioco, Adidas.
|  | Casa | Trasferta |

## Organigramma societario
Tratto dal della Federcalcio tedesca (DFB)
Area tecnica
- Allenatore: Daniel Kraus
- Allenatore in seconda: Katja Greulich
- Allenatore dei portieri: Bernd Lindrath
- Fisioterapista:

## Rosa
Rosa, ruoli e numeri di maglia come da sito DFB.
| N. |                          | Ruolo | Calciatrice                   |
| -- | ------------------------ | ----- | ----------------------------- |
| 1  | Germania (bandiera)      | P     | Klara Muhle                   |
| 2  | Nuova Zelanda (bandiera) | D     | Ria Percival                  |
| 6  | Germania (bandiera)      | D     | Susanne Utes                  |
| 7  | Germania (bandiera)      | A     | Sabrina Schmutzler (capitano) |
| 8  | Germania (bandiera)      | D     | Sara Löser                    |
| 9  | Germania (bandiera)      | C     | Sabine Treml                  |
| 10 | Nuova Zelanda (bandiera) | A     | Amber Hearn                   |
| 11 | Germania (bandiera)      | D     | Kathleen Radtke               |
| 12 | Germania (bandiera)      | P     | Franziska Ippensen            |
| 14 | Germania (bandiera)      | C     | Nadine Kraus                  |
| 15 | Germania (bandiera)      | D     | Elisa Müller                  |

| N. |                         | Ruolo | Calciatrice          |
| -- | ----------------------- | ----- | -------------------- |
| 17 | Germania (bandiera)     | D     | Lisa Seiler          |
| 18 | Germania (bandiera)     | C     | Vivien Beil          |
| 19 | Croazia (bandiera)      | C     | Iva Landeka          |
| 20 | Germania (bandiera)     | C     | Louisa Lagaris       |
| 21 | RD del Congo (bandiera) | A     | Safi Nyembo          |
| 22 | Germania (bandiera)     | C     | Karoline Heinze      |
| 23 | Germania (bandiera)     | D     | Laura Brosius        |
| 28 | Italia (bandiera)       | P     | Katja Schroffenegger |
| 29 | Germania (bandiera)     | C     | Magdalena Jakober    |
| 31 | Germania (bandiera)     | C     | Julia Arnold         |
| 33 | Germania (bandiera)     | D     | Carolin Schiewe      |

## Calciomercato

### Sessione estiva
| Acquisti | Acquisti           | Acquisti           | Acquisti   |
| R.       | Nome               | da                 | Modalità   |
| -------- | ------------------ | ------------------ | ---------- |
| P        | Franziska Ippensen | Mellendorfer       | definitivo |
| D        | Ria Percival       | 1. FFC Francoforte | definitivo |
| C        | Magdalena Jakober  | Union Kleinmünchen | definitivo |
| A        | Safi Nyembo        | Lokomotive Lipsia  | definitivo |

| Cessioni | Cessioni        | Cessioni     | Cessioni                       |
| R.       | Nome            | a            | Modalità                       |
| -------- | --------------- | ------------ | ------------------------------ |
| P        | Tessa Rinkes    | Gütersloh    | definitivo                     |
| D        | Mirte Roelvink  | Gütersloh    | definitivo                     |
| C        | Sylvia Arnold   | Friburgo     | definitivo                     |
| C        | Louisa Lagaris  | Jena II      | aggregata alla squadra riserve |
| C        | Maxi Lehnard    | Jena II      | aggregata alla squadra riserve |
| C        | Stephanie Milde | Weimarer FFC | definitivo                     |
| A        | Saskia Lehnert  | Jena II      | aggregata alla squadra riserve |

### Sessione invernale
| Acquisti | Acquisti        | Acquisti  | Acquisti   |
| R.       | Nome            | da        | Modalità   |
| -------- | --------------- | --------- | ---------- |
| D        | Kathleen Radtke | LdB Malmö | definitivo |

| Cessioni | Cessioni | Cessioni | Cessioni |
| R.       | Nome     | a        | Modalità |
| -------- | -------- | -------- | -------- |
|          |          |          |          |

## Risultati

### Frauen-Bundesliga

#### Girone di andata
| Arbitro: | Hussein (Bad Harzburg) |

|                                |           |          |
| Schiewe 70’ (aut.) Laudehr 87’ | Marcatori | 25’ Utes |

| Bad Neuenahr-Ahrweiler 26 settembre 2012, ore 14:00 CEST 2ª giornata | Bad Neuenahr      | 0 – 0 referto | Jena | Apollinarisstadion (314 spett.)\| Arbitro: \| Elsner (Duisburg) \| |
| Arbitro:                                                             | Elsner (Duisburg) |               |      |                                                                    |

| Arbitro: | Herrmann (Mönchengladbach) |

|                                                       |           |  |
| Bachor 4’ Hagen 46’ (rig.) Lotzen 51’ Lewandowski 61’ | Marcatori |  |

| Arbitro: | Müller-Schmäh (Potsdam) |

|  |           |                             |
|  | Marcatori | 4’, 70’ Pohlers 48’ Jakabfi |

| Arbitro: | Biehl (Siesbach) |

|          |           |         |
| Utes 12’ | Marcatori | 6’ Tarr |

| Arbitro: | Derlin (Bad Schwartau) |

|           |           |                             |
| Weber 67’ | Marcatori | 50’ Utes 80’ (rig.) Schiewe |

| Arbitro: | Illing (Limbach-Oberfrohna) |

|  |           |                                  |
|  | Marcatori | 55’ Evans 69’ Doorsoun 89’ Ōgimi |

| Arbitro: | Biehl (Siesbach) |

|  |           |            |
|  | Marcatori | 84’ Radtke |

| Arbitro: | Turac (Berlino) |

|              |           |  |
| Percival 13’ | Marcatori |  |

| Arbitro: | Herrmann (Mönchengladbach) |

|                            |           |  |
| Leupolz 33’ O'Sullivan 40’ | Marcatori |  |

| Arbitro: | Stolz (Pritzwalk) |

|                          |           |              |
| Hearn 45’ Schmutzler 73’ | Marcatori | 56’ Islacker |

#### Girone di ritorno
| Arbitro: | Hussein (Bad Harzburg) |

|           |           |                |
| Hearn 16’ | Marcatori | 71’ Garefrekes |

| Arbitro: | Illing (Limbach-Oberfrohna) |

|           |           |                                                 |
| Hearn 85’ | Marcatori | 2’ Bade 29’, 66’ Okoyino da Mbabi 53’ Gregorius |

| Arbitro: | Heimann (Gladbeck) |

|                            |           |                                               |
| Hearn 12’, 50’ Landeka 88’ | Marcatori | 27’ Wenninger 39’ Lotzen 61’ Brooks 75’ Hagen |

| Arbitro: | Rafalski (Baunatal) |

|                                               |           |                |
| Popp 9’ Jakabfi 11’ Odebrecht 68’ Pohlers 76’ | Marcatori | 54’ Schmutzler |

| Arbitro: | Söder (Norimberga) |

|                                      |           |                                 |
| Ioannidou 37’ Dörpinghaus 66’ (rig.) | Marcatori | 36’ (rig.) Schiewe 84’ Percival |

| Arbitro: | Lohmeyer (Holtland) |

|  |           |                         |
|  | Marcatori | 73’ Schwab 85’ Hendrich |

| Arbitro: | Rafalski (Baunatal) |

|                                                                     |           |  |
| Schiewe 2’ (aut.), 24’ (aut.) Göransson 40’ Ōgimi 55’ Hegerberg 85’ | Marcatori |  |

| Arbitro: | Müller-Schmäh (Potsdam) |

|                                         |           |  |
| Utes 54’ Schmutzler 59’ Amber Hearn 70’ | Marcatori |  |

| Arbitro: | Appelmann (Sörgenloch) |

|                   |           |                        |
| Loipersberger 23’ | Marcatori | 13’ Hearn 42’ Percival |

| Arbitro: | Wozniak (Herne) |

|             |           |                         |
| Schiewe 90’ | Marcatori | 20’ Gidion 25’ J. Maier |

| Arbitro: | Derlin (Bad Schwartau) |

|                                       |           |                   |
| Wahlen 3’ Martens 10’, 63’ Cengiz 89’ | Marcatori | 38’ Utes 59’ Beil |

### DFB-Pokal der Frauen
| Arbitro: | Lohmeyer (Holtland) |

|  |           | |
|  | Marcatori | 4’, 30’ Landeka 14’, 17’, 39’ Nyembo 29’, 32’ Radtke 46’, 74’, 89’ Arnold 51’, 85’ Schmutzler 71’ (rig.) Kraus |

| Arbitro: | Stolz (Pritzwalk) |

|  |           |               |
|  | Marcatori | 6’, 77’ Hearn |

| Arbitro: | Lohmeyer (Holtland) |

|              |           |                                                          |
| Schacher 50’ | Marcatori | 24’ (rig.) Schiewe 40’ Lagaris 66’ Radtke 79’ Schmutzler |

| Arbitro: | Storch-Schäfer (Petersberg) |

|                              |           |  |
| Pohlers 51’, 53’ Jakabfi 80’ | Marcatori |  |

## Statistiche

### Statistiche di squadra
| Competizione         | Punti | In casa | In casa | In casa | In casa | In casa | In casa | In trasferta | In trasferta | In trasferta | In trasferta | In trasferta | In trasferta | Totale | Totale | Totale | Totale | Totale | Totale | DR  |
| Competizione         | Punti | G       | V       | N       | P       | Gf      | Gs      | G            | V            | N            | P            | Gf           | Gs           | G      | V      | N      | P      | Gf     | Gs     | DR  |
| -------------------- | ----- | ------- | ------- | ------- | ------- | ------- | ------- | ------------ | ------------ | ------------ | ------------ | ------------ | ------------ | ------ | ------ | ------ | ------ | ------ | ------ | --- |
| Frauen-Bundesliga    | 22    | 11      | 3       | 2       | 6       | 13      | 21      | 11           | 3            | 2            | 6            | 11           | 26           | 22     | 6      | 4      | 12     | 24     | 47     | -23 |
| DFB-Pokal der Frauen | -     | -       | -       | -       | -       | -       | -       | 4            | 3            | 0            | 1            | 19           | 4            | 4      | 3      | 0      | 1      | 19     | 4      | +15 |
| Totale               | -     | 11      | 3       | 2       | 6       | 13      | 21      | 15           | 6            | 2            | 7            | 30           | 30           | 26     | 9      | 4      | 13     | 43     | 51     | -8  |

### Andamento in campionato
| Giornata  | 1 | 2  | 3  | 4  | 5  | 6  | 7  | 8 | 9 | 10 | 11 | 12 | 13 | 14 | 15 | 16 | 17 | 18 | 19 | 20 | 21 | 22 |
| --------- | - | -- | -- | -- | -- | -- | -- | - | - | -- | -- | -- | -- | -- | -- | -- | -- | -- | -- | -- | -- | -- |
| Luogo     | T | T  | T  | C  | C  | T  | C  | T | C | T  | C  | C  | C  | C  | T  | T  | C  | T  | C  | T  | C  | T  |
| Risultato | P | N  | P  | P  | N  | V  | P  | V | V | P  | V  | N  | P  | P  | P  | N  | P  | P  | V  | V  | P  | P  |
| Posizione | 8 | 11 | 11 | 12 | 12 | 10 | 10 | 8 | 8 | 9  | 8  | 7  | 8  | 8  | 9  | 10 | 10 | 10 | 10 | 9  | 9  | 9  |

Legenda:

Luogo: C = Casa; T = Trasferta. Risultato: V = Vittoria; N = Pareggio; P = Sconfitta.

### Statistiche delle giocatrici
| Giocatore         | Frauen-Bundesliga | Frauen-Bundesliga | Frauen-Bundesliga | Frauen-Bundesliga | DFB-Pokal der Frauen | DFB-Pokal der Frauen | DFB-Pokal der Frauen | DFB-Pokal der Frauen | Totale   | Totale | Totale      | Totale     |
| Giocatore         | Presenze          | Reti              | Ammonizioni       | Espulsioni        | Presenze             | Reti                 | Ammonizioni          | Espulsioni           | Presenze | Reti   | Ammonizioni | Espulsioni |
| ----------------- | ----------------- | ----------------- | ----------------- | ----------------- | -------------------- | -------------------- | -------------------- | -------------------- | -------- | ------ | ----------- | ---------- |
| J. Arnold         | 18                | 0                 | 3                 | 0                 | 2                    | 3                    | 0                    | 0                    | 20       | 3      | 3           | 0          |
| V. Beil           | 15                | 1                 | 0                 | 0                 | 2                    | 0                    | 0                    | 0                    | 17       | 1      | 0           | 0          |
| L. Brosius        | 22                | 0                 | 2                 | 0                 | 4                    | 0                    | 0                    | 0                    | 26       | 0      | 2           | 0          |
| C. Gotte          | 1                 | 0                 | 0                 | 0                 | -                    | -                    | -                    | -                    | 1        | 0      | 0           | 0          |
| A. Hearn          | 22                | 7                 | 2                 | 0                 | 2                    | 2                    | 0                    | 0                    | 24       | 9      | 2           | 0          |
| K. Heinze         | 13                | 0                 | 0                 | 0                 | 3                    | 0                    | 0                    | 0                    | 16       | 0      | 0           | 0          |
| F. Ippensen       | 11                | -23               | 0                 | 0                 | 1                    | -1                   | 0                    | 0                    | 12       | -24    | 0           | 0          |
| M. Jakober        | 2                 | 0                 | 0                 | 0                 | 0                    | 0                    | 0                    | 0                    | 2        | 0      | 0           | 0          |
| N. Kraus          | 10                | 0                 | 0                 | 0                 | 2                    | 1                    | 0                    | 0                    | 12       | 1      | 0           | 0          |
| S. Krys           | -                 | -                 | -                 | -                 | -                    | -                    | -                    | -                    | -        | -      | -           | -          |
| L. Lagaris        | 11                | 0                 | 1                 | 0                 | 3                    | 1                    | 0                    | 0                    | 14       | 1      | 1           | 0          |
| I. Landeka        | 21                | 1                 | 6                 | 0                 | 4                    | 2                    | 0                    | 0                    | 25       | 3      | 6           | 0          |
| M. Lehnard        | -                 | -                 | -                 | -                 | 1                    | 0                    | 0                    | 0                    | 1        | 0      | 0           | 0          |
| S. Löser          | 6                 | 0                 | 2                 | 0                 | 4                    | 0                    | 0                    | 0                    | 10       | 0      | 2           | 0          |
| K. Muhle          | 6                 | -11               | 0                 | 0                 | 1                    | 0                    | 0                    | 0                    | 7        | -11    | 0           | 0          |
| E. Müller         | -                 | -                 | -                 | -                 | -                    | -                    | -                    | -                    | -        | -      | -           | -          |
| S. Nyembo         | 12                | 0                 | 1                 | 0                 | 1                    | 3                    | 0                    | 0                    | 13       | 3      | 1           | 0          |
| R. Percival       | 21                | 3                 | 2                 | 0                 | 3                    | 0                    | 0                    | 0                    | 24       | 3      | 2           | 0          |
| K. Radtke         | 11                | 1                 | 2                 | 0                 | 4                    | 3                    | 0                    | 0                    | 15       | 4      | 2           | 0          |
| L. Seiler         | 20                | 0                 | 0                 | 0                 | 3                    | 0                    | 0                    | 0                    | 23       | 0      | 0           | 0          |
| C. Schiewe        | 22                | 3                 | 3                 | 0                 | 3                    | 1                    | 0                    | 0                    | 25       | 4      | 3           | 0          |
| S. Schmutzler     | 20                | 3                 | 2                 | 0                 | 4                    | 3                    | 1                    | 0                    | 24       | 6      | 3           | 0          |
| K. Schroffenegger | 6                 | -13               | 0                 | 0                 | 2                    | -3                   | 0                    | 0                    | 8        | -16    | 0           | 0          |
| J. Stübing        | 6                 | 0                 | 0                 | 0                 | -                    | -                    | -                    | -                    | 6        | 0      | 0           | 0          |
| S. Treml          | 2                 | 0                 | 0                 | 0                 | 2                    | 0                    | 0                    | 0                    | 4        | 0      | 0           | 0          |
| S. Utes           | 21                | 5                 | 3                 | 0                 | 3                    | 0                    | 0                    | 0                    | 24       | 5      | 3           | 0          |
| D. Walther        | -                 | -                 | -                 | -                 | 1                    | 0                    | 0                    | 0                    | 1        | 0      | 0           | 0          |